# Gregorio Martínez Sacristán
Gregorio Martínez Sacristán (Villarejo de Salvanés, 19 dicembre 1946 – Zamora, 20 settembre 2019) è stato un vescovo cattolico spagnolo.

## Biografia
Gregorio Martínez Sacristán nacque a Villarejo de Salvanés il 19 dicembre 1946.

### Formazione e ministero sacerdotale
Compì gli studi ecclesiastici nel seminario maggiore di Madrid.
Il 20 maggio 1971 fu ordinato presbitero per l'arcidiocesi di Madrid. In seguito fu vicario coadiutore della parrocchia di Colmenar de Oreja dal 1971 al 1974 quando fu inviato a Parigi per studi. Nel 1976 conseguì la licenza in teologia con specializzazione in catechetica presso l'Institut catholique di Parigi. Tornato in patria fu vicario cooperatore della parrocchia di Santa Eugenia dal 1976 al 1978; responsabile del dipartimento per gli adulti della delegazione diocesana di catechesi dal 1976 al 1982; cappellano dell'Ospedale Beata María Ana de Jesús di Madrid nel 1978; collaboratore pastorale della parrocchia di San Vicente Ferrer dal 1983 al 2002; direttore dell'Istituto di teologia a distanza di Madrid dal 1988 al 1995; delegato diocesano per la catechesi e professore di catechetica presso la Facoltà di Teologia San Damaso di Madrid dal 1995; collaboratore pastorale della parrocchia di San Genesio a Madrid dal 2002; membro del consiglio presbiterale dal 2003 e membro e relatore del III sinodo diocesano di Madrid nel 2005.

### Ministero episcopale
Il 15 dicembre 2006 papa Benedetto XVI lo nominò vescovo di Zamora. Ricevette l'ordinazione episcopale il 4 febbraio successivo nella cattedrale di Zamora dal cardinale Antonio María Rouco Varela, arcivescovo metropolita di Madrid, co-consacranti il cardinale Antonio Cañizares Llovera, arcivescovo metropolita di Toledo, e l'arcivescovo metropolita di Valladolid Braulio Rodríguez Plaza. Alla cerimonia presero parte altri 32 vescovi di Spagna e Portogallo. Durante la stessa celebrazione prese possesso della diocesi.
Nel febbraio del 2014 compì la visita ad limina.
Il 25 luglio 2016 eresse canonicamente la fraternità della Virgen de la Saleta.
In ragione del suo ufficio fu anche presidente della Real Cofradía de Caballeros Cubicularios de Zamora
In seno alla Conferenza episcopale spagnola fu membro della commissione per l'insegnamento e la catechesi dal 2008 al 2011, della commissione per i seminari e le università e della commissione episcopale per i beni culturali dal 2011 alla morte.
Morì nel vescovado di Zamora il 20 settembre 2019 all'età di 72 anni per un tumore. Le esequie si tennero il 23 settembre alle ore 12 nella cattedrale di Zamora e furono presiedute dal cardinale Ricardo Blázquez Pérez. Al termine del rito fu sepolto nello stesso edificio.

## Genealogia episcopale
La genealogia episcopale è:
- Cardinale Scipione Rebiba
- Cardinale Giulio Antonio Santori
- Cardinale Girolamo Bernerio, O.P.
- Arcivescovo Galeazzo Sanvitale
- Cardinale Ludovico Ludovisi
- Cardinale Luigi Caetani
- Cardinale Ulderico Carpegna
- Cardinale Paluzzo Paluzzi Altieri degli Albertoni
- Papa Benedetto XIII
- Papa Benedetto XIV
- Papa Clemente XIII
- Cardinale Marcantonio Colonna
- Cardinale Giacinto Sigismondo Gerdil, B.
- Cardinale Giulio Maria della Somaglia
- Cardinale Carlo Odescalchi, S.I.
- Cardinale Costantino Patrizi Naro
- Cardinale Serafino Vannutelli
- Cardinale Domenico Serafini, Cong. Subl. O.S.B.
- Cardinale Pietro Fumasoni Biondi
- Cardinale Antonio Riberi
- Cardinale Ángel Suquía Goicoechea
- Cardinale Antonio María Rouco Varela
- Vescovo Gregorio Martínez Sacristán